# 熊夢祥
熊夢祥（生卒年不詳），又作蒙祥，字自得，號松雲道人。江西富州（今江西豐城市）橫岡里人。
“博闻强记，尤工翰墨，得米老家法，而兴致幽远”，胡俨《题熊自得画》盛赞：“丰城熊自得，元时以艺事入都，有声于公卿间，此小画二方，真得米老家法而兴致幽远，固可与商高班矣。”。元末以茂才异等荐为白鹿洞书院山长，曾任大都路儒學提舉、崇文監丞。以老疾致仕，享年九十餘歲。
晚年与道士张仲举隐居于京西深山里的斋堂村（今门头沟区斋堂镇），在門頭溝的齋堂寫成《析津志》一書。元人顾瑛说他：“博读群书，旁通音律，能作数体书，乘兴写山水尤清古，无庸工俗状。以茂才举教官，不乐拘制，辄弃去。以诗酒放浪淮浙间，卜居娄江上扁得月楼。与予为忘年交。旷达之士也，号松云道人”